# Pareja (Guadalajara)

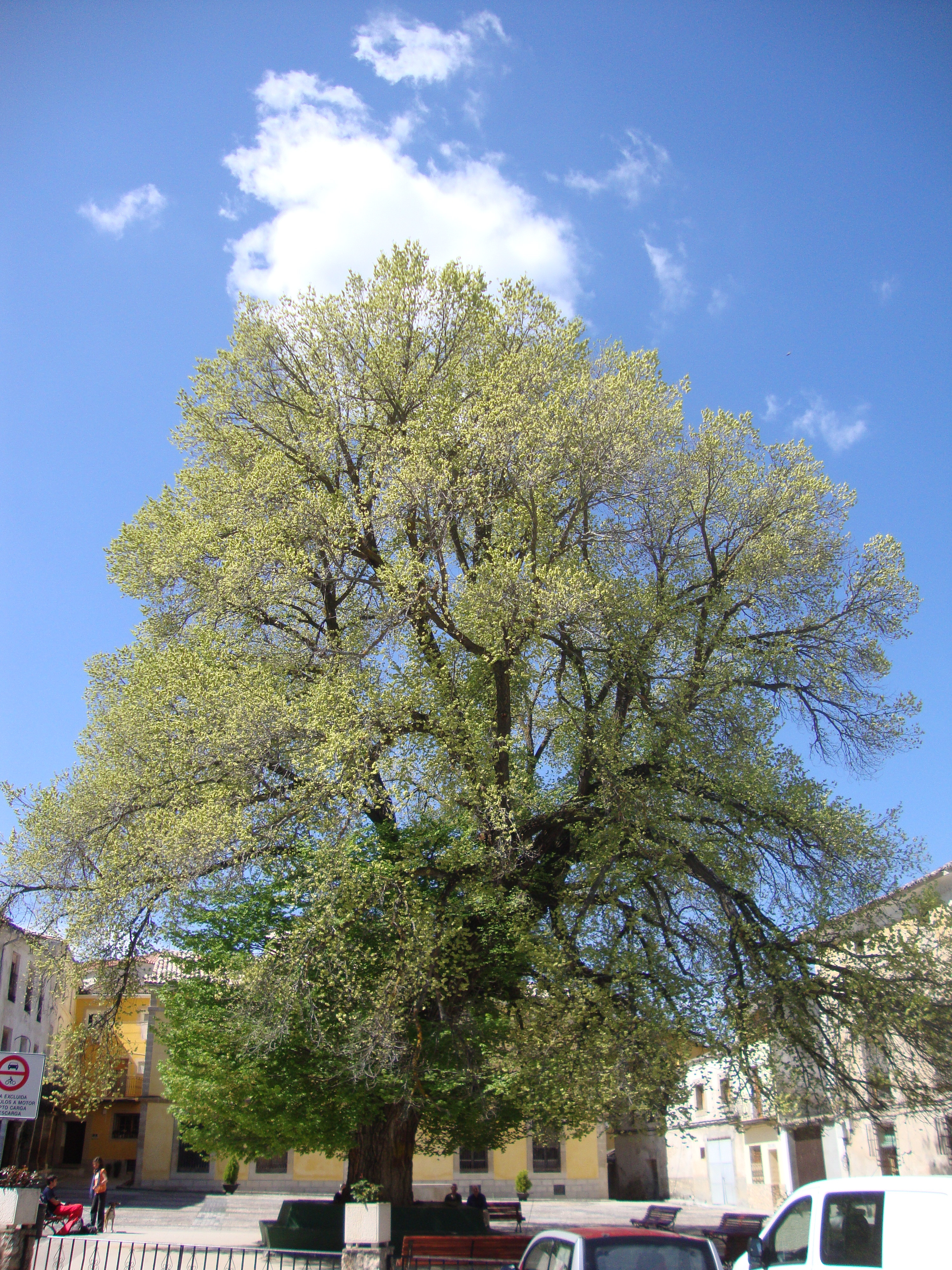
La olma, un árbol centenario que estaba situado en la plaza Mayor de Pareja. Figura en el escudo del municipio.

Pareja es un municipio y localidad española de la provincia de Guadalajara, en la comunidad autónoma de Castilla-La Mancha. El término, que cuenta con una población de 477 habitantes (INE 2024), incluye los núcleos de Casasana, Cereceda, Pareja y Tabladillo, además de varias urbanizaciones en los alrededores del embalse de Entrepeñas.

## Toponimia
Se desconoce exactamente la procedencia del nombre de Pareja: por un lado, Juan Catalina García indica que podría derivar del latín Parelia, que significaría pared o muro, haciendo referencia a alguna antigua estructura militar dada su posición; por su parte, José Antonio Ranz Yubero lo asemeja a la asociación etimológica PAL, que hace referencia al hidronímico estanque; y por otro lado, Pancracio Celdrán, coincidiendo con Juan Catalina García, indica Pareja como un diminutivo del sustantivo latino Paries, que significa pared.

## Geografía
El término municipal incluye las localidades de Casasana, Cereceda, Pareja y Tabladillo, además del despoblado de Hontanillas. También cuenta con varias urbanizaciones próximas al embalse de Entrepeñas: Las Anclas, Peñalagos y El Paraíso.

## Historia
En 1156, el rey Alfonso VII de Castilla donó Pareja y sus aldeas próximas (Chillarón del Rey, Parejuela, Alique, Hontanillas, Casasana y Tabladillo) al obispo de Sigüenza, Pedro de Leucate. Estuvo poco tiempo bajo sus dominios, ya que en 1177 Alfonso VIII de Castilla conquistó la ciudad de Cuenca a los andalusíes y donó a perpetuidad en 1198 el enclave de Pareja y sus aldeas al obispado de Cuenca.
La villa de Pareja fue elegida por los obispos conquenses para vivir en ella durante largas temporadas. De este modo, e invitado por los obispos en 1214, se alojó en Pareja el rey Alfonso VIII. La villa gozó de numerosos privilegios y exenciones por parte de los reyes castellanos, entre otras la de que sus vecinos pudieron viajar sin obligación de pagar impuestos por toda Castilla, y la de que pudieron celebrar cada año una gran feria comercial en primavera. La protección de los reyes y obispos hizo prosperar a Pareja, celebrándose en ocasiones sínodos episcopales de Cuenca. En 1344, siendo obispo García, y en 1534, siendo obispo de Cuenca Diego Ramírez de Fuenleal, se publicaron desde el coro de su iglesia las constituciones sinodales que había redactado para toda su diócesis. Otra de las instituciones de mayor representatividad fue el cabildo eclesiástico, fundado en 1524 por el entonces arcipreste de Pareja, Rodrigo de Valdés, y puesto bajo el patrocinio de San Pedro y San Pablo, que acogía a todos los clérigos que en la villa vivieran u ocuparan en ella un cargo oficial y remunerado.
En 1816 se fundó la real sociedad de agricultura, cuya finalidad era de fomentar el estudio y aplicaciones prácticas en torno a los más variados temas de la vida y sociedad y poder ampliar la cultura popular.
A mediados del siglo XIX, el lugar contaba con una población censada de 868 habitantes. La localidad aparece descrita en el duodécimo volumen del Diccionario geográfico-estadístico-histórico de España y sus posesiones de Ultramar de Pascual Madoz de la siguiente manera:

PAREJA: v. con ayunt. en la prov. de Guadalajara (8 leg.), part. jud. de Sacedon (2), aud. terr. de Madrid (18), c. g. de Castilla la Nueva, dióc. de Cuenca (12): sit. en la meseta que forma un ángulo saliente de un cerro, con buena ventilacion y clima sano: tiene 246 casas; la consistorial; cárcel; un palacio propio del diocesano; escuela de instruccion primaria, frecuentada por 30 alumnos, á cargo de un maestro dotado con 2,200 rs.; otra de niñas pagada convencionalmente por los padres de las discipulas; una igl. parr. (la Asunción de Ntra. Sra.) servida por un cura y un sacristan. térm.: confina con los de Hontanillas, Alocen, Sacedon y Casasana; dentro de él se encuentran varias fuentes y una ermita (Ntra. Sra. de los Remedios): el terreno fertilizado por un riach. y por el r. Tajo, es fuerte y de buena calidad; comprende 2 montes poblados de chaparros y otras matas bajas. caminos: los que dirigen á los pueblos limítrofes. correo: sé recibe y despacha en la cab. del part. prod.: trigo, cebada, avena, vino, aceite, cáñamo, zumaque, garbanzos, judias y otras legumbres, melones, frutas, leñas de combustible y pastos, con los que se mantiene ganado lanar, cabrio y vacuno; hay caza de perdices, conejos y liebres, y pesca de truchas y barbos. ind.: la agrícola, 2 molinos aceiteros, 3 harineros, varios tejedores de lienzos ordinarios, zapateros y algunas otros de los oficios mas indispensables. comercio: esportacion del sobrante de frutos, principalmente aceité y vino, é importacion de los art. que faltan. pobl.: 221 vec., 868 alm. cap. prod.: 9.927,500 rs. imp.: 314,200. contr.: 23.662.
(Madoz, 1849, p. 699)

## Demografía
Pareja cuenta con una población de 477 habitantes (INE 2024).
| Gráfica de evolución demográfica de Pareja entre 1842 y 2021 |
| |
| Población de derecho según los censos de población del INE Población de hecho según los censos de población del INEEntre el censo de 1857 y el anterior, disminuye el término del municipio porque independiza a Hontanillas Entre el censo de 1981 y el anterior, crece el término del municipio porque incorpora a Casasana, Cereceda y Hontanillas |

| 466           | 481 | 498 | 502 | 513 | 468 | 463 |
| (Fuente: INE) |     |     |     |     |     |     |

## Patrimonio

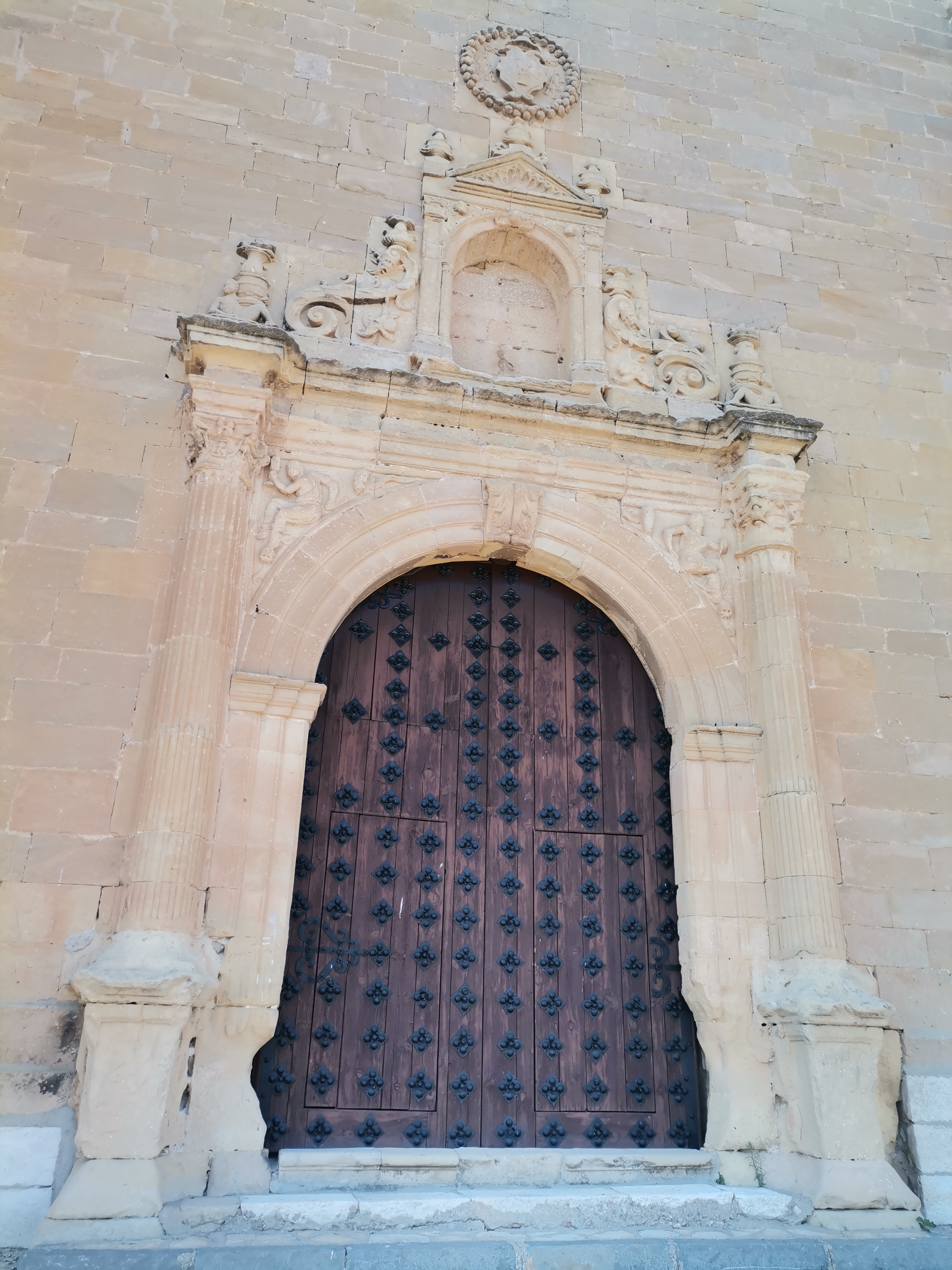
Portada de Poniente de la iglesia de Nª Sª de la Asunción

- Iglesia de la Asunción[5] Dedicada a Nuestra Señora de la Asunción. Construida en el siglo XVI. En el exterior destaca el ábside poligonal y las gárgolas que aparecen sobre la cornisa. Su portada del lado norte consta de un arco apuntado con puerta sencilla de arco de medio punto encima de la cual aparece un escudo episcopal. La portada de poniente, de estilo renacentista, con arco semicircular escoltado por columnas estriadas, sobre pedestales, rematadas con capiteles de ángeles y grutescos. Friso moldurado con hornacina rematada en tímpano, sujetada por dos roles (rollos) ornamentados, y extremos con flameros puestos sobre figurillas recostadas. Encima de todo, un escudo episcopal. La torre de este templo no se llegó a terminar, y hoy se muestra como un elemento excesivamente pesado y sin gracia, a los pies del edificio. El interior es de tres naves, de aspecto grandioso, fue medianamente restaurado tras la destrucción intencionada del interior de la iglesia a comienzos de la guerra civil. El coro alto muestra una balaustrada de piedra, en la que luce el escudo de otro obispo conquense del siglo XVII.

- Ermita de los Remedios[5]
- Torreón y recinto amurallado
- Plaza Mayor

## Fiestas
- Feria medieval de Pareja
- Fiestas Virgen de los Remedios (8 de septiembre)
- Fiesta Virgen de las Candelas
- Jueves lardero
- Festividad de los Mayos